# Chiropotes sagulatus
Cet article court présente un sujet plus développé dans : Saki barbu.
Le saki a gilet (Chiropotes sagulatus) est une espèce de Saki barbu, originaire d'Amérique du sud, il est présent en Guyane, au Suriname, a l'est du Guyana et au nord est Brésil,.